# Burgkirche (Königsberg)

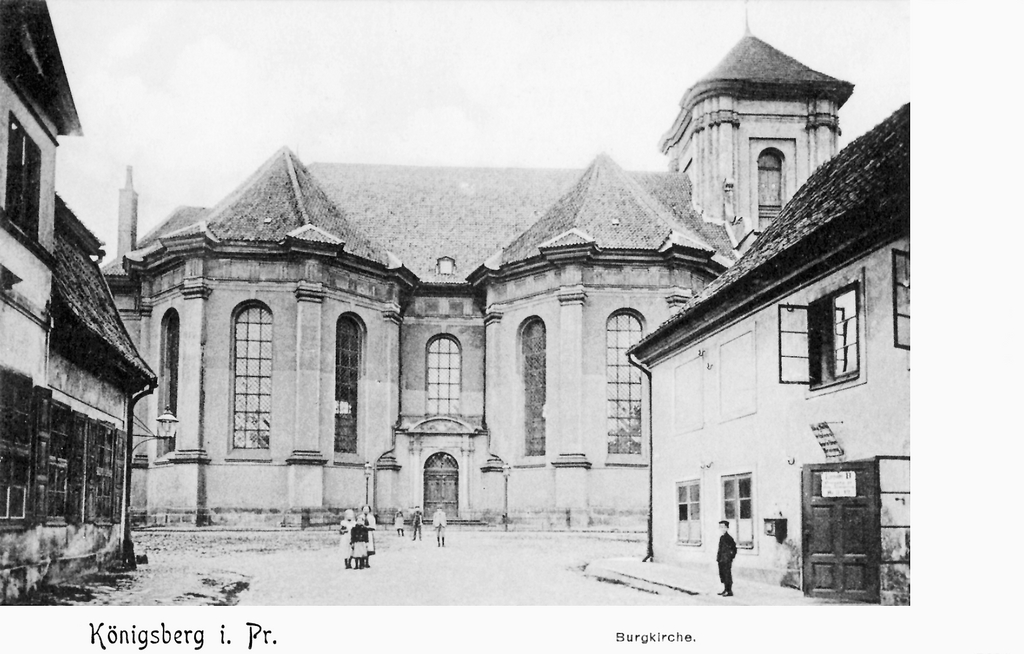
Burgkirche von der Französischen Straße

Die Burgkirche war die Kirche der reformierten Gemeinde in Königsberg (Preußen).

## Geschichte
Auf Anordnung von Kurfürst Friedrich Wilhelm von Brandenburg wurde sie 1690 bis 1696 von Johann Arnold Nering erbaut. Sie stand auf dem Geköchsgarten des Oberburggrafen Ahasverus von Lehndorff, unweit des Königsberger Schlossteichs. Vorbild war die Nieuwe Kerk (Den Haag). Friedrich I. weihte die Kirche kurz nach seiner Selbstkrönung zum König am 23. Januar 1701 ein.

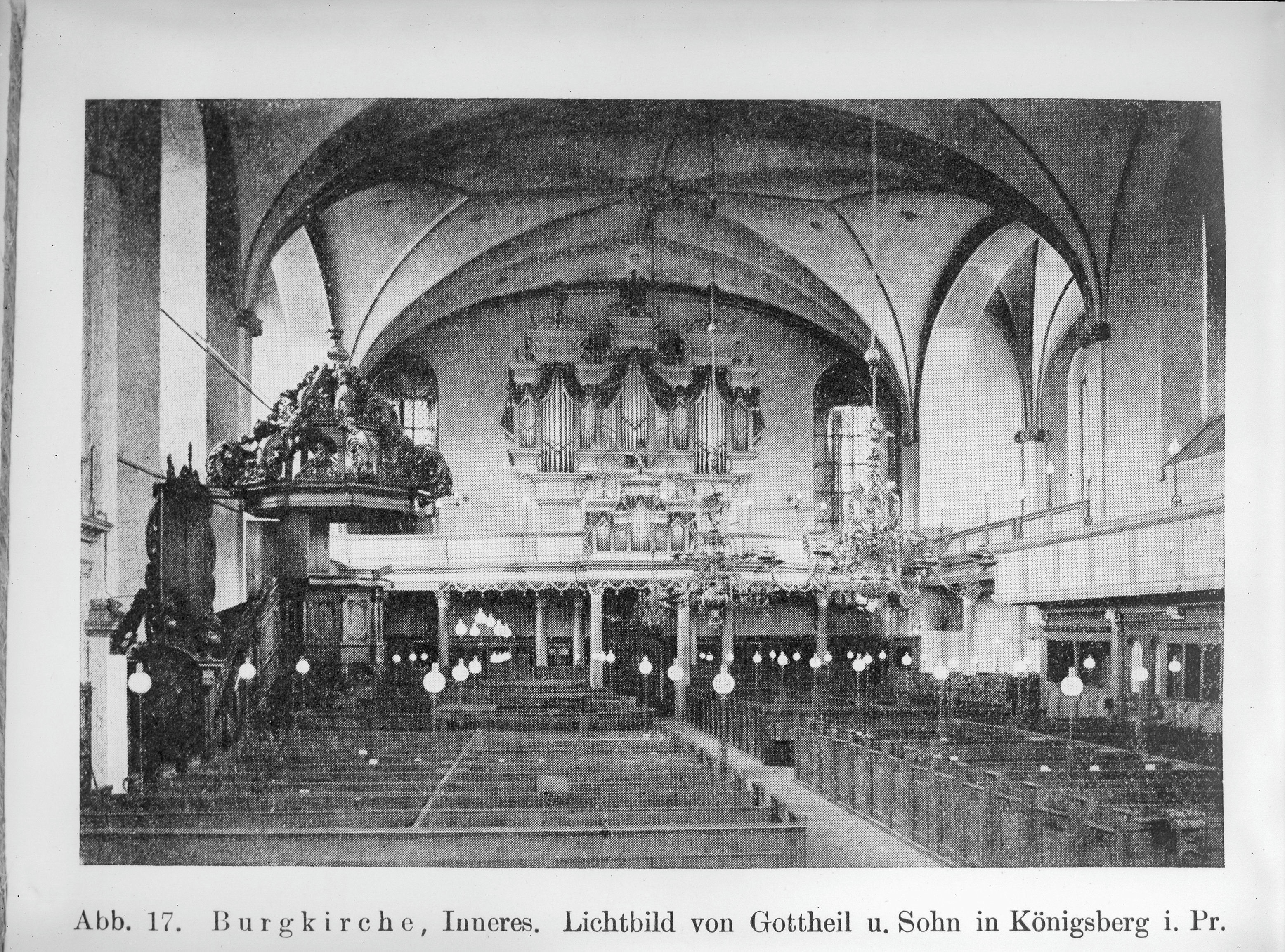
Inneres der Burgkirche mit Caspari-Orgel

Dem Pietismus gemäß war die Kirche schlicht gehalten. Das Holzgewölbe des Kirchenschiffes war nur mit Stuck überdeckt, lediglich die Apsiden hatten ein Sterngewölbe. Die Kanzel befand sich an der Längsseite des Langhauses kronenartig überdeckt mit einem reich geschnitzten Schalldeckel von Caspar Schreiber. Die Orgel war ein Werk von Johann Josua Mosengels Gesellen Georg Sigismund Caspari (1693–1741), das dieser im Jahr 1726 unter Mosengels Aufsicht als sein „Probstück“ (= Meisterstück) errichtete und das ihm als Nachweis seines Könnens für die von Mosengel betriebene Bewerbung um den Titel als „Königlich Preußischer Hoforgelbauer“ diente. Die Orgel war, wie viele Königsberger Orgeln, mit dem preußischen Adler geschmückt, sie gilt als letzte Orgel im Gebiet Ostpreußens, die anlässlich des Neubaus mit einem Rückpositiv ausgestattet wurde. Carl Novak stellte ca. 1904–10 ein neues, dreimanualiges Orgelwerk in das alte Gehäuse. Dieses Orgelwerk wurde jedoch schon 1936 ersetzt durch einen Neubau von E. Kemper & Sohn im alten Gehäuse. Das Kirchenportal mit den allegorischen Figuren der Gerechtigkeit, der Liebe und der Barmherzigkeit wurde von Charles Cabrit gestiftet und 1727 errichtet.
Im Zweiten Weltkrieg wurde die Kirche 1944 beim zweiten der Luftangriffe auf Königsberg schwer beschädigt; der Innenraum brannte vollständig aus. Die massiven Wände und der Turm wurden bis 1969 abgerissen. Heute befindet sich an der Stelle der Burgkirche ein Park.

## Pfarrer der Burgkirche
- 1904–1929: Paul Thomaschki